# Svenska fornminnesföreningen
Svenska fornminnesföreningen är en svensk ideell förening för historisk forskning och fornminnesvård, bildad år 1869. 

## Historik
Syftet med föreningsbildningen var att ”efterforska, undersöka och bekantgöra svenska minnesmärken och muntliga öfverlemningar från äldre tider, hvilka äro af intresse i etnologiskt, kulturhistoriskt och konstnärligt hänseende”. Den ursprungliga grundtanken var en strävan efter nationell samling runt svensk arkitektur och tradition, men under inverkan av bland andra arkeologen Oscar Montelius flyttades fokus till arkeologi och konsthistoria ur ett mer vetenskapligt perspektiv. Föreningen är ännu verksam. 
Föreningen anordnade vartannat år, från 1909 tillsammans med Svenska museimannaföreningen och från 1922 med Föreningen för svensk kulturhistoria sommarmöten med föredrag och diskussioner i olika delar av landet. Från 1929 skedde dock en omläggning av verksamheten, som därvid inskränkte sitt intresseområde till att endast omfatta medeltid och forntid.
Ursprungligen utgav föreningen årsskriften Svenska Fornminnesföreningens Tidskrift. Dess funktion övertogs dock år 1906, tillsammans med Kungl. Vitterhets-, historie- och antikvitetsakademiens månadsblad, av tidskriften Fornvännen.
Tidigare har man även utgett andra skrifter som Svenska konstminnen från medeltiden och renässansen
(9 häften, 1878–1909) samt Hävd och hembygd (1923–1927).
Föreningen äger sedan år 1870 fornlämningen Inglinge hög vid Ingelstads gård i Östra Torsås socken söder om Växjö.

## Utdelning av utmärkelser och stipendier
Fornminnesföreningen förvaltar och utdelar ett antal stipendier för forskning inom arkeologi och konstvetenskap. Sedan 1934 utdelas dessutom Hildebrandspriset och sedan 1947 Monteliusmedaljen för särskilt förtjänstfulla insatser inom föreningens ämnesområden.
Den 29 november 2019 firade Svenska Fornminnesföreningen 150 år med högtidlig sammankomst i Riddarhuset i Stockholm. Vid sammankomsten utdelades föreningens medalj till Oscar Montelius minne till Nils Ringstedt, docent Ann Catherine Bonnier, professor emeritus Jarl Nordbladh och medaljkonstnär Annie Winblad Jakubowski. Dessutom delades Hildebrandspriset ut till docent Magnus Källström, runolog vid Riksantikvarieämbetet.